# Kannamangala, Channapatna
Kannamangala là một làng thuộc tehsil Channapatna, huyện Ramanagara, bang Karnataka, Ấn Độ.